# Uyên ương pháo
Uyên ương pháo hay còn gọi là Tây tạng quyền (Trung quốc gọi là 鸳鸯炮) là một thế trận khai cuộc trong cờ tướng, trong khai cuộc này người chơi bố trí một quân Pháo ở trên và một quân Pháo ở dưới. Hai quân Pháo uyển chuyển mật thiết với nhau tựa như là cặp uyên ương nên gọi là Uyên ương pháo. Lối khai cuộc này thường được sử dụng để đối phó với thế pháo đâu của bên đi trước.

## Nước biến trong khai cuộc
Khai cuộc uyên ương pháo rất đa dạng, nó không nhất thiết phải tuân theo bất cứ khuôn mẫu nào, có hai loại lối xuất quân cơ bản.

### Uyên ương pháo tiến thất binh
Đây là lối chơi cổ điển của thế trận Uyên ương pháo, loại này cũng có thể gọi là Uyên ương pháo tiến tam binh ngược.

### Uyên ương pháo tiến tam binh
Loại này được Hồ Vinh Hoa cải biến, cách gọi khác của nó là Uyên ương pháo tiến thất binh ngược.